# 李天荣 (菲律宾)
李天荣（西班牙語：Wilson Young Lee-Flores）是菲律宾华裔记者，菲华青年商会主席和不动产企业家。 

## 生平
生于富豪华裔家庭在马尼拉东都地区，幼儿时在中正大学读书，但他7岁时父亲辞世。父亲逝世时转到灵慧中学上学，那个时候常常赢得常识和宗教比赛。大学时在马尼拉雅典耀大学攻读管理经济学，本科的教师之一是现任总统歌丽亚。不久以后转到法律管理，当时建立了Celadon菲华学生会也当成本校刊的总编辑和栏目投稿者，也参加亚洲新闻杂志小说比赛，他的投稿，《黄女士的三个死亡》有关富豪的越南华裔家族成为难民的故事赢得决赛奖。他校刊之外（在天主教Veritas报出版）的首个文章是有关菲律宾艾奎诺参议员遭人暗杀的社论。1980时代期间曾于不同的媒体，担任记者，通讯员和栏目投稿者的工作，包括Manila Chronicle, Business Star, Philippine Daily Inquirer（菲律宾每日询问者），《亚洲周刊》等。现每周在《菲律宾星报》（The Philippine Star）撰写企业生活部分"Bull Market, Bull Sheet" 和 Sunday Life专栏。

## 获得的奖品
2007年他的企业和娱乐栏目，赢得天主教大众传播媒体奖， 是他的第八次获本媒体评价组织的奖项。 大学时他也赢得高荣的Palanca文学奖。观察者都认为他获得许多奖项的原因是他对菲律宾社，经，文，政和道德改革的拥护是革命性和优秀的。
李天荣2005年获奖的讲词：“我相信，菲律宾不是没有希望的，而是贪污的政治人物！”

## 家庭
- 祖先在政治和社会方面都很有理想和积极的。其中有些先辈者都有参与孙中山领导的辛亥革命，有的参与第二次世界大战争在菲律宾抗日活动。他太公 (Dee C. Chuan) 木材大富翁和抗日活动家建立菲律宾两家华报，福建日报（Fookien Times）与商报(Chinese Commercial News).
- 母亲杨秀珍，教育工作者在亚洲新闻杂志（Asiaweek）读者投票和编辑选择为“本世纪的亚洲人